# Towanda (Pennsylvania)
Towanda è una borough degli Stati Uniti d'America, nella contea di Bradford nello Stato della Pennsylvania. Secondo il censimento del 2000 la popolazione è di 3.024 abitanti.
Qui nacque il regista Gregory La Cava.

## Società

### Evoluzione demografica
La composizione etnica vede una maggioranza di quella bianca (96,36%), seguita dai nativi americani (0,86%) dati del 2000.
| borough di Towanda Popolazione |       |
| 2000                           | 3.024 |
| Stima al 2009                  | 2.803 |